# 古賀淳也
古賀 淳也（こが じゅんや、1987年7月19日 - ）は、日本の競泳選手。泳法は背泳ぎ、自由形。元第一三共所属。血液型はB型。2009年世界水泳選手権男子100m背泳ぎの金メダリスト。パンパシフィック水泳選手権での50m背泳ぎ金メダリスト。2016年リオデジャネイロオリンピック競泳競技日本代表。

## 人物
- 4人兄弟の次男。父は競走、兄はラグビー、弟は陸上、妹はソフトボールとスポーツ一家。5歳から埼玉イトマンスイミングスクール熊谷(現：埼玉スウィンスイミングスクール熊谷)で水泳を始める。小学生の時は地域のソフトボールチームにも所属し6年生の時には熊谷選抜チームに選ばれたこともあった。
- 2008年　北京五輪の出場を逃したことでモチベーションが低下し茶髪にピアスなど横道にそれた。しかし、そのことに幻滅した白石宏トレーナーから「明日から、もう来なくていい」と言われたことがきっかけで改心。12月より空手を習い始め精神集中に取り組んだ。「礼に始まり礼に終わる」という精神を競泳の練習でも取り入れ、これまで以上に競泳を取り組む気持ちが変わった[1]。
- 2009年　7月世界水泳選手権100m背泳ぎ優勝し50m背泳ぎでも2位。スタートの反応の速さは世界トップレベルでこの大会で50ｍ・100ｍともに0.50の最速のリアクションタイムを記録した。
- リオ五輪選考会では専門種目の100m背泳ぎで3位となり五輪出場を逃したが、100m自由形で4位に入り400mリレーのメンバーとして五輪出場切符を得た[2]。

## 経歴
- 1987年7月19日　埼玉県熊谷市生まれ
- 1994年4月　熊谷市立熊谷東小学校入学
- 2000年4月　熊谷市立富士見中学校入学
- 2003年4月　春日部共栄中学高等学校入学
- 2006年4月　早稲田大学スポーツ科学部スポーツ医科学科入学
- 2006年12月26日　熊谷市長表敬訪問
- 2009年8月13日　熊谷市長表敬訪問
- 2009年8月20日　早稲田大学総長表敬訪問
- 2009年8月21日　埼玉県議会表敬訪問
- 2009年　市立熊谷東小学校訪問
- 2009年12月24日　熊谷市特別表彰式出席
- 2010年3月　早稲田大学卒業
- 2010年4月1日　熊谷市親善大使就任
- 2010年7月9日　JOCシンボルアスリート契約
- 2010年8月　埼玉スウィンスイミングスクールと所属契約締結
- 2010年9月29日　埼玉県さいたま市に共同出資で株式会社Dolphinon&companyを設立しマネジメント契約締結
- 2010年10月15日　株式会社デサントと「アリーナ」ブランドで肖像権契約締結 [リンク切れ]
- 2011年1月5日　第一三共と雇用契約締結を発表
- 2012年5月23日　練習拠点を米国に移しリオデジャネイロ五輪出場を目指して現役続行を発表
- 2012年12月14日　ミシガン州アナーバーのクラブチームWolverine(クラブウルバリン)」 に加入のため渡米
- 2016年4月20日　埼玉県知事表敬訪問
- 2016年6月27日　熊谷市長表敬訪問
- 2017年1月8日　熊谷交通安全広報大使に委嘱
- 2018年5月23日　同年3月2日に受けた世界反ドーピング機関（WADA）の競技会外検査で採取されたA、Bの二つの検体から、筋肉増強効果のあるたんぱく同化薬の一種である「選択的アンドロゲン受容体調整薬」が検出されたため、2018年アジア競技大会への派遣が取り消される

- 2019年3月31日　所属先の第一三共を退社
- 2019年8月2日　スポーツ仲裁裁判所（CAS）は禁止物質の検出は意図的あるいは重大な過失によるものではないとし、資格停止処分を4年間から2年間に短縮すると発表[3][4]。
- 2019年8月3日　代理人弁護士を通じ現役続行を表明[5]。同月5日、自身のツイッターにて経緯の説明と現役続行の決意表明を行った[6]。

## 主な活動

### 放送
- 2009年8月20日　TBS「関口宏の東京フレンドパークII」
- 2009年10月26日-30日　ニッポン放送「スポーツリアルトーク」
- 2010年10月9日　NHK「ディープピープル」
- 2010年12月20日　TBS「関口宏の東京フレンドパークII」
- 2011年4月17日　MBS「情熱大陸」
- 2011年8月1日　NHK「アスリートの魂」

### 出版
- 2008年3月3日　市報くまがや3月号
- 2009年7月25日　「sportiva」9月号(集英社)
- 2009年7月27日　「AERA」8月10日号(朝日新聞出版)
- 2009年8月4日　「週刊女性」8月18日号(主婦と生活社)
- 2009年8月6日　「女性セブン」8月20・27日号(小学館)
- 2009年11月25日　「コモレバ」2号(コネックス・エコフレンズ)
- 2010年2月23日　「週刊朝日」3月9日号(朝日新聞出版)掲載 [リンク切れ]
- 2010年5月13日　「Hanako」5月27日971号(マガジンハウス)
- 2010年5月13日　「Tarzan」5月27日557号(マガジンハウス)
- 2011年3月9日　「an・an」3月16日1749号(マガジンハウス)
- 2011年4月7日　「Tarzan」4月28日578号(マガジンハウス)
- 2011年5月20日　「フライデー (雑誌)」6月3日号(講談社)
- 2011年6月9日　「ViVi」6月23日号(講談社)
- 2011年7月　季刊「道」2011年夏169号(どう出版)

### ウェブ
- 2009年3月　アメブロ「じゅんやこがの夢のような日記」 - 2009年10月終了（2009年6月26日時点のアーカイブ）
- 2009年6月10日　「早稲田ウィークリー」
- 2009年6月11日　「YOMIURI ONLINE ぴーぷる」
- 2009年7月29日　「早稲田大学　NEWS&RELEASE」
- 2009年10月　ウェブサイト「じゅんやこがです。」 - 2010年5月終了（2012年5月23日時点のアーカイブ）
- 2009年10月2日　「コガチャンネル(仮)」
- 2009年12月25日　早稲田大学スポーツ科学部卒業論文要旨「No.119　2009年世界水泳選手権100m背泳ぎ種目で金メダルを獲得した日本人男性競泳選手の成長過程に関する一考察：競泳選手の精神的成長に焦点を当てて」
- 2010年3月14日　早稲田スポーツ「第１８回 古賀淳也／水泳」
- 2010年3月20日　早稲田スポーツ「特集・古賀淳也インタビュー」
- 2010年4月1日　アメブロ「のらりくらりこがじゅん」　(2011年1月9日終了)
- 2010年5月1日　フェイスブックアカウント開設
- 2010年8月8日　オフィシャルウェブサイト - 閉鎖。（2012年6月27日時点のアーカイブ）
- 2010年8月13日　JOCアスリートメッセージ「第57回　水泳・競泳　古賀淳也選手」
- 2010年8月15日　ツイッターアカウント開設
- 2011年1月31日　オフィシャルブログ - 閉鎖。（2012年7月27日時点のアーカイブ）
- 2011年11月9日　毎日ｊｐオピニオン「アスリート交差点:崖っぷち＝競泳・古賀淳也」
- 2012年4月13日　毎日ｊｐオピニオン「アスリート交差点:崖っぷち＝水泳・古賀淳也」
- 2012年5月10日　アメブロ「続・のらりくらりこがじゅん」
- 2012年9月19日　ustream「ビリダー超人列伝」
- 2012年9月28日　埼玉県「いじめ問題対策会議」いじめ撲滅キャンペーン
- 2014年8月18日　NUMBER Web「忘れられぬ五輪代表落選の屈辱……。ベテランはパンパシからリオを目指す。」
- 2015年5月13日　インスタグラムアカウント開設
- 2016年9月10日　NUMBER Web「リオ五輪に“滑り込んだ”古賀淳也。「最速スイマー」の称号で東京目指す。」

## 主な戦績

### 国内大会
- 2003年8月18日　全国高等学校総合体育大会　100m背泳ぎ4位
- 2004年8月18日　全国高等学校総合体育大会　100m背泳ぎ優勝
- 2005年8月18日　全国高等学校総合体育大会　100m背泳ぎ優勝
- 2006年4月21日　日本選手権水泳競技大会　50m背泳ぎ2位
- 2006年9月3日　日本学生選手権水泳競技大会　100m背泳ぎ5位
- 2007年3月3日-4日　日本短水路選手権水泳競技大会　50m背泳ぎ2位・100m背泳ぎ5位
- 2007年4月6日-7日　日本選手権水泳競技大会　50m背泳ぎ優勝・100m背泳ぎB決勝1位
- 2007年9月9日　日本学生選手権水泳競技大会　100m背泳ぎ優勝
- 2008年2月23日-24日　日本短水路選手権水泳競技大会　50m背泳ぎ2位・100m背泳ぎ4位
- 2008年4月16日　日本選手権水泳競技大会　100m背泳ぎ4位
- 2008年9月7日　日本学生選手権水泳競技大会　100m背泳ぎ2位
- 2009年2月21日-22日　日本短水路選手権水泳競技大会　50m背泳ぎ優勝・100m背泳ぎ4位
- 2009年4月17日-18日　日本選手権水泳競技大会　50m背泳ぎ優勝・100m背泳ぎ優勝
- 2009年9月6日　日本学生選手権水泳競技大会　100m背泳ぎ2位
- 2010年2月27日-28日　日本短水路選手権水泳競技大会　50m背泳ぎ優勝・100m背泳ぎ優勝
- 2010年4月15日-18日　日本選手権水泳競技大会　100m背泳ぎ優勝・50m背泳ぎ優勝(早稲田大学水泳部OB会「稲泳会」所属として出場)
- 2010年6月4日-6日　ジャパンオープン (50m)　100m背泳ぎ優勝・50m背泳ぎ優勝
- 2011年2月26日-27日　日本選手権水泳競技大会競泳競技(25m)　50m背泳ぎ優勝・100m背泳ぎ優勝
- 2011年4月9日-11日　競泳国際大会代表選手選考会　50m背泳ぎ優勝・100m背泳ぎ2位
- 2012年2月11日-12日　日本選手権(25m)水泳競技大会　50m背泳ぎ優勝・100m背泳ぎB決勝1位
- 2012年4月4日　ロンドン五輪代表選考会兼日本選手権水泳競技大会　100m背泳ぎ2位(派遣標準記録に0秒05届かず五輪出場を逃す)
- 2013年2月23日-24日　日本選手権(25m)水泳競技大会　50m背泳ぎ優勝・100m背泳ぎ2位
- 2013年4月12日-13日　日本選手権水泳競技大会　50m背泳ぎ優勝・100m背泳ぎ4位
- 2014年4月11日-13日　日本選手権水泳競技大会　100ｍ背泳ぎ7位・50ｍ背泳ぎ優勝
- 2014年6月19日-22日　ジャパンオープン　100ｍ背泳ぎ3位・50ｍ背泳ぎ優勝
- 2015年4月7日-12日　日本選手権水泳競技大会　50ｍ背泳ぎ優勝・100ｍ背泳ぎ4位
- 2015年5月22日-24日　ジャパンオープン　50ｍ背泳ぎ優勝・100ｍ背泳ぎ2位
- 2015年9月12日-13日　2015紀の国わかやま国体競泳競技　成年男子100ｍ背泳ぎ優勝
- 2016年2月20日・21日　KONAMI OPEN 2016　100m背泳ぎ優勝・50m背泳ぎ優勝（大会新）
- 2016年4月4日-10日　リオデジャネイロ五輪代表選考会兼日本選手権水泳競技大会　100m背泳ぎ3位・100m自由形4位(100m背泳ぎで五輪出場を逃すも、400mフリーリレーで五輪初出場を決める)
- 2016年5月20日-22日　ジャパンオープン　100ｍ背泳ぎ3位・100ｍ自由形2位・50ｍ自由形3位

### 国際大会
- 2005年11月4日-6日　東アジア競技大会（マカオ／中国）　50m背泳ぎ2位・50m自由形2位
- 2006年12月7日　アジア競技大会（ドーハ／カタール）　50m背泳ぎ優勝
- 2007年4月1日　世界水泳選手権（メルボルン／オーストラリア）　50m背泳ぎ7位
- 2009年7月8日　ユニバーシアード（ベオグラード／セルビア）　50m背泳ぎ優勝
- 2009年7月28日　世界水泳選手権（ローマ／ イタリア）　100m背泳ぎ優勝（52秒26／大会新）
- 2009年8月2日　世界水泳選手権（ローマ／ イタリア）　50m背泳ぎ2位（24秒24／アジア新）
- 2009年11月7日-15日　FINA競泳ワールドカップ　スウェーディッシュスイムゲーム　100m個人メドレー優勝
- 2009年11月14日　FINA競泳ワールドカップベルリン　100m背泳ぎ5位（50秒07／短水路アジア新）
- 2009年11月15日　FINA競泳ワールドカップベルリン　50m背泳ぎ3位（22秒88／短水路元アジア新）
- 2010年8月18日-19日-21日　パンパシフィック水泳選手権（アーバイン／アメリカ）　50m背泳ぎ優勝・100m背泳ぎ2位・400mメドレーリレー2位
- 2010年10月20日-21日　FINA競泳ワールドカップ東京　50m背泳ぎ優勝・100m背泳ぎ2位
- 2010年11月16日-18日　アジア競技大会（広州／中国）　50m背泳ぎ優勝・100m背泳ぎ2位
- 2011年6月4日-5日　欧州グランプリ第1戦（バルセロナ／スペイン）　50m背泳ぎ優勝・100m背泳ぎ2位
- 2011年6月9日-10日　欧州グランプリ第2戦（カネ／フランス）　50m背泳ぎ3位・100m背泳ぎ3位
- 2011年6月12日-13日　欧州グランプリ第3戦（モナコ／モナコ）　50m背泳ぎ優勝・100m背泳ぎ2位
- 2011年11月12日-13日　FINA競泳ワールドカップ東京　50m背泳ぎ優勝・100m背泳ぎ優勝
- 2012年11月6日-7日　FINA競泳ワールドカップ東京　50m背泳ぎ2位・100m背泳ぎ4位
- 2013年6月28日-30日　カナダカップ　100ｍ背泳ぎ優勝・50ｍ背泳ぎ優勝
- 2013年11月9日-10日　FINA競泳ワールドカップ東京　100m背泳ぎ8位・50m背泳ぎ5位
- 2014年6月7日-8日　欧州グランプリ第1戦（モンテカルロ／モナコ）50ｍ背泳ぎ優勝・100ｍ背泳ぎ2位
- 2014年6月11日-12日　欧州グランプリ第2戦（カネ／フランス）50ｍ背泳ぎ2位・100ｍ 背泳ぎ2位
- 2014年6月14日-15日　欧州グランプリ第3戦（バルセロナ／スペイン）50ｍ背泳ぎ優勝・100ｍ背泳ぎ2位
- 2014年09月22日 アジア競技大会（仙川／韓国)　50m背泳ぎ優勝（24秒28／大会新）
- 2015年8月6日-9日　全米選手権　100m背泳ぎ優勝
- 2016年8月5日-21日　リオデジャネイロオリンピック（リオデジャネイロ／ブラジル）400mフリーリレー8位（予選3分14秒17／日本新）
- 2016年12月6日-11日　世界短水路選手権（ウィンザー／カナダ）50m背泳ぎ優勝（準決勝22秒81／短水路アジア新）
- 2016年12月6日-11日　世界短水路選手権（ウィンザー／カナダ）混合4×50mメドレーリレー3位（1分38秒45／短水路日本新 第一泳者（古賀）22秒74／短水路日本新）
- 2016年12月6日-11日　世界短水路選手権（ウィンザー／カナダ）4×50mメドレーリレー3位（1分32秒62／短水路日本新 第一泳者（古賀））
- 2016年12月6日-11日　世界短水路選手権（ウィンザー／カナダ）4×50mフリーリレー3位（1分24秒51／短水路日本新 第四泳者（古賀））

### 自己ベスト
| 種目   | 距離 | 水路   | 記録   | 樹立日     | 大会                                 | 場所                                           | 備考       |
| ------ | ---- | ------ | ------ | ---------- | ------------------------------------ | ---------------------------------------------- | ---------- |
| 背泳ぎ | 50m  | 長水路 | 24秒24 | 2009/08/02 | 第13回世界水泳選手権ローマ大会       | フォロ・イタリコ水泳場（イタリア）             | アジア記録 |
| 背泳ぎ | 100m | 長水路 | 52秒26 | 2009/07/28 | 第13回世界水泳選手権ローマ大会       | フォロ・イタリコ水泳場（イタリア）             | 元日本記録 |
| 背泳ぎ | 50m  | 短水路 | 22秒81 | 2016/12/08 | 第13回世界短水路選手権ウィンザー大会 | ファミリークレジットユニオンセンター（カナダ） | アジア記録 |
| 背泳ぎ | 100m | 短水路 | 50秒07 | 2009/11/14 | ワールドカップベルリン大会           | ヨーロッパ・スポーツパーク（ドイツ）           | アジア記録 |

## 受賞歴
- 2009年9月7日　上月スポーツ賞受賞
- 2009年11月21日　日本水泳連盟最優秀選手に選出
- 2009年12月7日　第44回テレビ朝日ビッグスポーツ賞受賞
- 2010年1月21日　第59回日本スポーツ賞競技別最優秀賞受賞
- 2010年6月19日　2009年度JOCスポーツ賞優秀賞受賞